# باول كروسلي جونيور
باول كروسلي جونيور (بالإنجليزية: Powel Crosley, Jr.) (18 سبتمبر 1886 - 28 مارس 1961 م) مخترع وصناعي ورجل أعمال أمريكي. كان أيضًا رائدًا في البث الإذاعي، ومالكًا سابقًا لفريق البيسبول الرئيسي في سينسيناتي ريدز. بالإضافة إلى ذلك، قامت شركات كروسلي بتصنيع السيارات وأجهزة الراديو، وتشغيل محطة راديو «دبليو إل دبليو». أُدخِل كروسلي، الذي أُطلق عليه اسم «هنري فورد للإذاعة»، بصفته عضوًا في قاعة مشاهير السيارات في عام 2010م وقاعة مشاهير الإذاعة الوطنية في عام 2013م.
كان هو وشقيقه، لويس إم. كروسلي، مسؤولين عن العديد من الشركات الأولى في مجال المنتجات الاستهلاكية والإذاعية.  أثناء الحرب العالمية الثانية، أنتجت منشآت كروسلي المزيد من الصمامات التقاربية أكثر من أي شركة تصنيع أمريكية أخرى، وأحدثت العديد من ابتكارات تصميم الإنتاج. أعيدت تسمية حقل كروسلي، وهو ملعب في سينسيناتي، أوهايو، باسمه وسُمّيَ المدخل الرئيسي على مستوى الشارع للمدرَّج الرياضي «غريت أميريكان بول بارك» في سينسيناتي باسم ترّاس كروسلي على شرفه.
كان منزل كروسلي الرئيسي «باينكروفت» في سينسيناتي، أوهايو، وملاذه الشتوي السابق «سيغيت» في ساراسوتا بولاية فلوريدا، مُدرَج في السّجل الوطني للأماكن التاريخية.

## النشأة والتعليم
وُلد باول كروسلي جونيور في 18 سبتمبر 1886م، في سينسيناتي، مقاطعة هاملتون، أوهايو، لشارلوت وولي (1864-1949 م) وبول كروسلي الأب (1849-1932)، وهو محامٍ. كان باول جونيور الأكبر بين أبناء الأسرة الأربعة التي شملت لويس، وشقيقتان، شارلوت وإيديث.
أصبح كروسلي مهتمًا بميكانيكا السيارات في سن مبكرة وأراد أن يصبح صانع سيارات. بينما كان يعيش مع أسرته في كوليدج هيل، إحدى ضواحي مدينة سينسيناتي، قام كروسلي البالغ من العمر 12 عامًا بأول محاولة لتصميم سيارة.
بدأ كروسلي المدرسة الثانوية في كوليدج هيل ونقل إلى معهد أوهايو العسكري. في عام 1904 التحق كروسلي بجامعة سينسيناتي، حيث بدأ دراساته في الهندسة، لكنه انتقل إلى دراسة القانون، لإرضاء والده في المقام الأول، قبل تركه الكلية عام 1906 بعد عامين من الدراسة.

## الزواج والعائلة
تزوَّج كروسلي من غويندولين باكويل أيكن (1889-1939) في مقاطعة هاميلتون، أوهايو، في 17 أكتوبر 1910. كان لديهما طفلان، باول كروسلي الثالث (1911-1948) ومارثا بيج كروسلي (1912- 1994). بعد زواجه، واصل كروسلي العمل في مبيعات السيارات في مونسي لكسب المال لشراء منزل، بينما عادت زوجته إلى سينسيناتي للعيش مع والديها. كان يرى الزوجان الشابان بعضهما البعض في عطلة نهاية الأسبوع حتى عاد كروسلي إلى سينسيناتي في عام 1911 للعيش والعمل بعد ولادة طفله الأول.
توفيت غويندولين كروسلي، التي عانت من مرض السل، في منزل كروسلي الشتوي في ساراسوتا، فلوريدا، في 26 فبراير 1939.
تزوَّج كروسلي من إيفا إميلي بروكاو (1912-1955) في عام 1952. توفيت في سينسيناتي، أوهايو.

## العقارات
كان مقر كروسلي الرئيسي هو «باينكروفت»، وهو منزل بُنيَ عام 1929 في مقاطعة ماونت إيري في مدينة سينسيناتي بولاية أوهايو. كان لديه أيضًا «سيغيت»، وهو ملاذ شتوي في مقاطعة ماناتي، بفلوريدا، بُنيَ لزوجته الأولى، غويندولين. بالإضافة إلى ذلك، امتلك كروسلي العديد من العقارات السياحية.

### باينكروفت
يُعد باينكروفت، المبني على طراز تيودور الإحيائي ومباني أخرى من ممتلكاته في ماونت إيري، صمّمه المعماري دوايت جايمس باوم والذي يوجد مقره بنيويورك وبُنيَ في 1928-29. باعت ابنة كروسلي، مارثا بيج (كروسلي) كيس، العقار بعد وفاة والدها في عام 1961، وحصلت منظمة أخوات الفرنسيسكان من الفقراء على العقار في عام 1963.
اشترت مستشفى سانت فرنسيس جزءًا من العقار شمال قصر كروسلي في عام 1971 وبُنيت المستشفى، التي أُعيدت تسميتها بمستشفيات ميرسي في الغرب في عام 2001. قُسّمَت الأرض المحيطة بالمنزل إلى أراضٍ فرعية، لكن الأخوات الفرنسيسكان استخدمْنَ القصر كملجأ منذ أوائل السبعينيات. أُضيف عقار الباينكروفت إلى السجل الوطني للأماكن التاريخية في عام 2008.

### سيغيت
كان سيغيت، المعروف أيضًا باسم باي كلوب، على طول خليج ساراسوتا في الركن الجنوبي الغربي من مقاطعة ماناتي في فلوريدا، منزلًا على طراز الإحياء المعماري المتوسطي، صمّمه معماري نيويورك وساراسوتا لكروسلي، وهو المهندس جورج ألبري فريمان جونيور، مع المهندس المعماري إيفو إيه. دي مينيسيس، تامبا، فلوريدا، لصياغة الخطط.
بنى متعهد ساراسوتا بول دبليو بيرجمان مأوى شتويًا بمساحة 11000 قدم مربع (1000 متر مربع) في 1929-30 على قطعة أرض مساحتها 63 فدانًا (25 هكتار). يشمل المنزل المكون من طابقين ونصف على عشر غرف نوم وعشرة حمامات، فضلاً عن المرائب الإضافية وأماكن المعيشة للموظفين. ويقال إنه أول سكن بُنيَ في فلوريدا باستخدام هيكل من الصلب لتوفير الحماية ضد الحرائق والأعاصير.
بعد وفاة زوجة كروسلي، غويندولين، بسبب مرض السل في المأوى الشتوي في عام 1939، إذ إنه نادراً ما استخدم هذا المنزل. خلال الحرب العالمية الثانية، سمح كروسلي لفيلق سلاح الجو في الجيش الأمريكي باستخدام المأوى الذي أقام به طياروه بالقرب من قاعدة ساراسوتا العسكرية الجوية. باع كروسلي عقاراته في عام 1947 لشركة دي آند دي.
اشترت مابل وفريمان هورتون العقار في عام 1948، امتلكتا سيغيت لمدة أربعين عامًا تقريبًا. أُضيف المنزل و45 فدانًا (18 هكتارًا) إلى السجل الوطني للأماكن التاريخية في 21 يناير 1983، بواسطة مالك لاحق كان ينوي بناء مشروع مجمع عمارات خاص على الموقع باستخدام المنزل التاريخي بمثابة «نادٍ»، ولكن المشروع  فشل عندما تعثر الاقتصاد بعد ذلك بوقت قصير.
أنقذت كافي بنز (جماعة غير ربحية من منظمة أصدقاء سيغيت) وسكان محليون سيغيت من التطوير التجاري، وبدؤوا حملة للحفاظ عليها ولتبقى مُلكًا عامًا.
في عام 1991، اشترت ولاية فلوريدا العقار و16.5 فدانًا (6.7 هكتار) من الممتلكات الأمامية للخليج والتي تضمنت المباني التي بناها كروسلي في 1929-1930. طُوّر جزء أكبر من الممتلكات الأصلية ليصبح حرمًا جامعيًا تابعًا لجامعة جنوب فلوريدا. افتتح حرم جامعة جنوب فلوريدا ساراسوتا-ماناتي مرافقه الجديدة في أغسطس 2006. ويستخدم القصر الحالي، المسمى قاعة باول كروسلي، على اعتباره مكانًا للاجتماعات والمؤتمرات والمناسبات.

### منازل العطلات
يمتلك كروسلي، باعتباره رياضيًا متحمّسًا، العديد من معسكرات الرياضة والصيد وصيد الأسماك، بما في ذلك منتجع الجزيرة يسمى نيكاسي على خليج مكجريجور، بحيرة هرون، في كندا؛ وجزيرة بول، في كارولينا الجنوبية؛ ومزرعة بيمليكو، على طول نهر كوبر شمال تشارلستون، كارولينا الجنوبية؛ ومزرعة سليبي هولو، ومأوى منعزلًا (ملاذًا) في مقاطعة جينينغز، إنديانا ومنزلًا في كات كايز، جزر البهاما.